# Macintosh LC 580
Macintosh LC 580 – stacjonarny komputer osobisty firmy Apple wprowadzony na rynek w 1995 i sprzedawany do tego samego roku. Chociaż LC 580 wygląda identycznie jak LC 575 i ma procesor o identycznej częstotliwości zegara, jest on wyposażony w wyświetlacz niskiej jakości i inną płytę główną z obsługą dysków twardych.

## Modele
- Performa 580CD
- Performa 588CD, dysk twardy 500 MB.

## Specyfikacja
- Premiera: 3 kwietnia 1995
- Koniec produkcji: 1 sierpnia 1995 (LC 580)
- Kryptonim: Dragonkid
- CPU: Motorola 68LC040, 33 MHz
- RAM: 8 MB
- Dysk twardy: 250 MB oraz 500 MB.
- VRAM: 1 MB z 4 MB pamięci RAM lutowany na płycie głównej jest używany jako pamięć wideo
- Stacja dyskietek: 1.44 MB (może odczytać 400 KB oraz 800 KB dyskietek)
- Napęd optyczny: 4x CD-ROM
- Rozmiar ROM-u: 1 MB
- Pamięć podręczna poziomu pierwszego: 8 KB
- Możliwość rozbudowy: 1 LC PDS, 1 gniazdo łączności
- Typ: LC 520 (wszystko w jednym)
- Wbudowany ekran: 14" Sony Trinitron Color CRT (32,768 kolorów)
- Systemy operacyjne Mac OS: od 7.1.1 do 7.5.1, od 7.5.3 do 7.6.1, od 8.0 do 8.1
- Waga: 35.0 lbs.